# لوکاش کالواخ
لوکاش کالواخ (چکی: Lukáš Kalvach؛ زادهٔ ۱۹ ژوئیهٔ ۱۹۹۵) بازیکن فوتبال اهل جمهوری چک است.
از باشگاه‌هایی که در آن بازی کرده‌است می‌توان به باشگاه فوتبال سیگما اولوموتس اشاره کرد.
وی همچنین در تیم ملی فوتبال جمهوری چک بازی کرده‌است.